# افسانه‌های هافمن (فیلم)
افسانه‌های هافمن (آلمانی: Hoffmanns Erzählungen) فیلمی در ژانر درام است که در سال ۱۹۱۶ منتشر شد. از بازیگران آن می‌توان به ورنر کراوس، لوپو پیک و فریدریش شیلر اشاره کرد.